# Bobby Vinton
Bobby Vinton (født Stanley Robert Vinton; 16. april 1935) er en amerikansk skuespiller, sangskriver og sanger, mest kendt for hans sang “Mr, Lonely”, og hans film med John Wayne.

## Diskografi
- 1961: Dancing at the Hop
- 1961: Bobby Vinton Plays for His Li'l Darlin's
- 1962: Roses Are Red (US #5)
- 1962: Bobby Vinton Sings the Big Ones (US #137)
- 1963: The Greatest Hits of the Golden Groups
- 1963: Blue on Blue (reissued as Blue Velvet after the success of the hit of the same name) (US #10)
- 1964: There! I've Said It Again (US #8)
- 1964: Tell Me Why (US #31)
- 1964: A Very Merry Christmas (US #13)
- 1964: Mr. Lonely (US #18)
- 1965: Bobby Vinton Sings for Lonely Nights (US #116)
- 1965: Drive-In Movie Time
- 1966: Bobby Vinton Sings Satin Pillows and Careless (US #110)
- 1966: Country Boy
- 1967: Bobby Vinton Sings the Newest Hits
- 1967: Please Love Me Forever (US #41)
- 1968: Take Good Care of My Baby (US #164)
- 1968: I Love How You Love Me (US #21)
- 1969: Vinton (US #69)
- 1970: My Elusive Dreams (US #90)
- 1970: Sounds of Love (on sax)
- 1972: Ev'ry Day of My Life (US #72)
- 1972: Sealed With a Kiss (US #77)
- 1974: Melodies of Love (US #16)
- 1974: If That's All I Can
- 1974: With Love (US #109)
- 1975: Heart of Hearts (US #108)
- 1975: The Bobby Vinton Show (US #161)
- 1976: Serenades of Love
- 1976: Party Music ~~ 20 Hits
- 1977: The Name Is Love (US #183)
- 1979: 100 Memories
- 1980: Encore
- 1987: Santa Must Be Polish
- 1988: Bobby Vinton
- 1989: Timeless
- 1990: Great Songs of Christmas
- 1992: As Time Goes By (with George Burns)